# Norrmalmstunneln
Le Norrmalmstunneln (en français « Tunnel de Norrmalm ») est un tunnel ferroviaire parcouru par les trains de banlieue de Stockholm sous les quartiers de Norrmalm et Vasastan. 

## Situation ferroviaire
Le tunnel Norrmalm fait partie de la Citybanan, qui a été achevée en 2017.

## Histoire
Le tunnel de Norrmalm est une section de tunnel d'environ 800 mètres de long entre la zone autour de Gamla Brogatan-Kungsgatan et le Jardin de l'observatoire.
En janvier 2009, les travaux ont commencé. Le tunnel a été creusé le long du côté sud de Torsgatan, sous Norra Bantorget jusqu'au tunnel de service ferroviaire et jusqu'au tunnel ferroviaire sous Norra Latin. 
À l'été 2009, des travaux ont été réalisés sur une tour de ventilation de Norra Latin.
En avril 2010, le tunnel de travaux de Torsgatan à Norra Latin a été achevé et les travaux sur le tunnel ferroviaire lui-même, au nord et au sud, ont commencé. 
L'entrepreneur du sous-projet, Strabag Sverige AB, a effectué le 6 novembre 2012 le dernier dynamitage dans le tunnel, la partie de la Citybanan qui relie Gamla Brogatan au sud et Observatorielunden au nord), après quoi des travaux de terrassement et de bétonnage ont été réalisés dans les tunnels jusqu'en 2013.